# 黄山溲疏
黄山溲疏（学名：Deutzia glauca）为虎耳草科溲疏属下的一个种。

## 扩展阅读
- 維基物種上的相關：黄山溲疏